# Maja Gajić
Maja Gajić (serbisch-kyrillisch Маја Гајић; * 7. Mai 1997) ist eine serbische Hürdenläuferin, die sich auf die 400-Meter-Distanz spezialisiert hat.

## Sportliche Laufbahn
Erste internationale Erfahrungen sammelte Maja Gajić im Jahr 2020, als sie bei den Balkan-Meisterschaften in Cluj-Napoca in 62,22 s Dritte im B-Finale wurde. Im Jahr darauf belegte sie bei den Balkan-Meisterschaften in Smederevo in 59,87 s den siebten Platz und erreichte mit der serbischen 4-mal-400-Meter-Staffel nach 3:42,66 min Rang vier. 2022 wurde sie bei den Balkan-Meisterschaften in Craiova mit 58,24 s Fünfte. 2024 gelangte sie bei den Balkan-Meisterschaften in Izmir mit 1:00,48 min auf Rang 13 über 400 m Hürden und siegte in 3:22,67 min in der Mixed-Staffel über 4-mal 400-Meter. 
In den Jahren von 2020 bis 2022 wurde Gajić serbische Meisterin im 400-Meter-Hürdenlauf.

## Persönliche Bestleistungen
- 400 Meter: 55,11 s, 25. Juni 2022 in Kruševac
  - 400 Meter (Halle): 56,25 s, 18. Februar 2023 in Belgrad
- 400 m Hürden: 58,04 s, 26. Juni 2022 in Kruševac